# توريان برينس
توريان برينس (بالإنجليزية: Taurean Prince) مواليد 22 أغسطس 1994 في سان ماركوس، هو لاعب كرة سلة أمريكي. بدأ مسيرته الاحترافية في سنة 2016. تم اختياره من قبل فريق يوتا جاز خلال الدرافت. يلعب مع أتلانتا هوكس في الرابطة الوطنية لكرة السلة. يحمل الرقم 12. يبلغ طوله 6 قدم 8 بوصة (2.0 م). مثّل منتخب بلاده. حقق المركز الثالث في دورة الألعاب الأمريكية 2015.

## الميداليات
| الميدالية | المسابقة                    |
| --------- | --------------------------- |
| برونزية   | دورة الألعاب الأمريكية 2015 |

## روابط خارجية
- توريان برينس على موقع الاتحاد الدولي لكرة السلة (الإنجليزية)
- توريان برينس على موقع إن بي أي (الإنجليزية)
- توريان برينس على موقع سبورتس رفرنس (الإنجليزية)
- توريان برينس على موقع كرة السلة الأوروبية.كوم (الإنجليزية)
- توريان برينس على موقع DraftExpress.com (الإنجليزية)
- توريان برينس على موقع إي إس بي إن.كوم (الإنجليزية)
- توريان برينس على موقع كلية كرة السلة في سبورتس رفرنس.كوم (الإنجليزية)
- توريان برينس على موقع ريلجم (الإنجليزية)
- توريان برينس على موقع بروبوليرز (الإنجليزية)
- توريان برينس على موقع سبورتس رفرنس (الإنجليزية)